# Chef des opérations spatiales
Le chef des opérations spatiales (Chief of Space Operations en anglais) est le titre du chef d'État-major de l'United States Space Force. Il s'agit d'un général 4 étoiles, membre du Comité des chefs d'état-major interarmées, nommé par le président des États-Unis avec confirmation du Sénat. Il est le responsable de la préparation de la Space Force, de même que le principal conseiller du président et du secrétaire à la Défense, ainsi que celui à la Force aérienne, pour toutes les questions relatives à la Space Force. 

## Liste des chefs des opérations spatiales
|   | Nom                        | Photo | Début            | Fin             |
| - | -------------------------- | ----- | ---------------- | --------------- |
| 1 | Général John W. Raymond    |       | 20 décembre 2019 | 2 novembre 2022 |
| 2 | Général B. Chance Saltzman |       | 2 novembre 2022  | En fonction     |

## Culture populaire
- Dans la série parodique Space Force, Steve Carell incarne le général Mark Naird, chef des opérations spatiales.